# Vlag van Nord-Trøndelag

Vlag van Nord-Trøndelag

De vlag van Nord-Trøndelag is op 8 maart 1857 officieel ingesteld als de provincievlag van de Noorse provincie Nord-Trøndelag. De vlag bestaat uit een geel kruis met naar buiten gebogen armen op een wit veld. Volgens de Noorse heraldische regels is geel en wit een verboden combinatie. Uitzonderingen worden alleen gemaakt als middeleeuwse wapens herleven. In het geval van Nord-Trøndelag is het historische ontwerp dat van Sint-Olav, die volgens de saga een wit schild met een gouden kruis droeg tijdens de slag om Stiklestad (traditioneel gedateerd op 1030). Sint-Olav werd gedood in de slag.
De vlag toont hetzelfde beeld als het gemeentewapen.
Op 1 januari 2020 fuseerde de provincie Nord-Trøndelag met Sør-Trøndelag tot de nieuwe provincie Trøndelag waardoor het gebruik hiervan als provincievlag is komen te vervallen.

## Verwante afbeeldingen

Wapen van Nord-Trøndelag